# Erukere

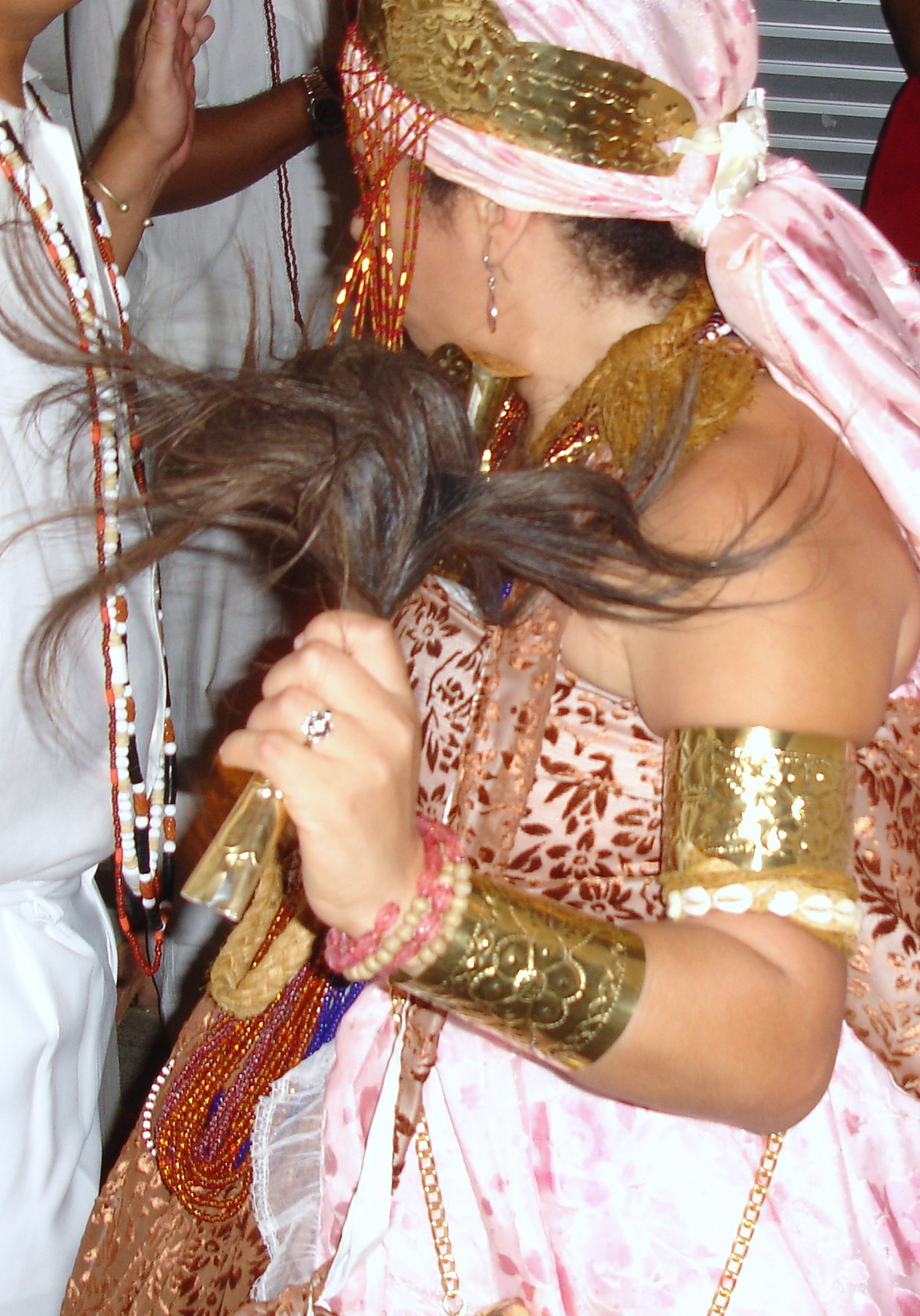
Erukere, associé en particulier à Oxóssi et à Oya, dans le candomblé.

Un erukere (irukerê en portugais) est une queue d'animal (taureau, buffle) qui constituait un symbole royal en Afrique. 
On le trouve associé, dans le candomblé brésilien, aux rites de certains orishas tels que Oya ou Oxossi. Dans ce dernier cas, il s'agit toujours de la queue d'un cheval, pour attirer la chance. 